# Каталинский небесный обзор
Каталинский небесный обзор, Каталинский обзор неба (англ. Catalina Sky Survey) — астрономический обзор, один из трёх обзоров, входящих в объединение Обзор Каталина (в него также входят обзоры Сайдинг-Спринг и Маунт-Леммон). Основной задачей данного объединения является выявление 90 % околоземных астероидов размером более 140 метров (программа финансируется Конгрессом США). Руководитель обзора — Эд Бешор (англ. Ed Beshore).

## История обзора
Обзор принадлежит основавшей его обсерватории Steward Аризонского университета. За одну ночь наблюдений обзор охватывает более 800 квадратных градусов. Также существует южная часть обзора — Обзор Сайдинг-Спринг в Австралии.

## Инструменты обзора
- Телескоп системы Шмидта (D = 0,4 м, F = 0,6 м) + ПЗС-камера (4000 х 4000) — первый инструмент обсерватории (с апреля 1998 года);
- Телескоп системы Шмидта (D = 0,68 м, F = 0,76 м) + ПЗС-камера (4096 × 4096 пикселей): поле зрения = 3,9° × 3,9°, стандартное проницание во время обзоров 19,7 V (с ноября 2003 года — основной инструмент обсерватории, второй по размеру телескоп системы Шмидта в США).

## Направления исследований
- околоземные астероиды;
- поиск транзиентов: сверхновые звезды, катаклизмические переменные.

## Основные достижения
- Объединение Обзор Каталина с 2005 года является самым активным открывателем околоземных астероидов[4].
- Открыто более сотни вспышек сверхновых и катаклизмических переменных.
- Открыто 92 кометы[5].

## Известные сотрудники
- Эд Бешор (англ. Ed Beshore) — руководитель проекта;
- Эрик Дж. Кристенсен
- Стивен М. Ларсон;
- Ричард Эрик Хилл (англ. Rik Hill)[6];
- Ричард А. Ковальски[англ.];
- Алекс Р. Гиббс[фр.];
- Андреа Боаттини;
- Альберт Д. Грауэр (англ. Al Grauer).